# 剣山どさんこ牧
座標: 北緯42度49分22.9秒 東経142度54分41.9秒 / 北緯42.823028度 東経142.911639度
剣山どさんこ牧（つるぎざんどさんこまき）は、北海道河西郡芽室町上美生（日高山脈、剣山のふもと）の牧場。旧称剣山どさんこ牧場。

## 概要
日本在来馬の一種である北海道和種馬（どさんこ）は、かつての北海道開拓期には農耕馬や荷役馬として広く活用されたが、近年その個体数は減少し、2012年時点では1000頭あまりが現存しているとされる。同牧場ではどさんこの保護の取り組みの一環として、乗馬用として約100頭を飼育している。山の斜面など自然の地形を利用して土地に馬を放牧する、江戸時代風の牧（まき）の方式を採用し、会員になると当日乗る馬を広大な放牧地から自分で連れてくることができる。
敷地面積は約100ヘクタールで、うちほとんどが山林（カラマツ林・天然林）。馬場を使った乗馬のレッスン（ウェスタンスタイル／ブリティッシュスタイル）、外乗（ホーストレッキング）などが可能。200メートルの直線走路を持ち、流鏑馬（やぶさめ）／騎射（きしゃ）を行うことができる。
騎射競技大会が毎年ここで開催されるほか、帯廣神社奉納流鏑馬も手がけている。

## 主な設備
- クラブハウス（素泊まり宿泊可能・共同利用の調理場／浴場／水洗トイレあり）
- 丸馬場×2
- 角馬場
- 直線走路（200m)
- 馬房
- 外乗コース